# Adrian Gunnell
Adrian Gunnell, angleški igralec snookerja, * 24. avgust 1972.
Gunnell prihaja iz Telforda. V karieri se je doslej na štirih jakostnih turnirjih prebil v osmino finala, od tega so trije turnirji potekali v Aziji in eden v Evropi. V četrtfinalu jakostnega turnirja še ni nastopil. Prav tako se mu še ni uspelo prebiti skozi kvalifikacije za nastop na Svetovnem prvenstvu.
Leta 2003 je med treningom v 4 framih prikazal kar tri nize 147 točk, vendar te forme ni prenesel na turnirjev, mu je pa zato v tekmovalnem dvoboju že uspel niz 147 točk. Gunnell je poznan po tem, da si med dvoboji vzame veliko časa za izvedbo obrambnih udarcev.
V sezoni 2007/08 je nanizal kar nekaj odmevnih zmag. Na turnirju Northern Ireland Trophy 2007 je izločil Marca Fuja s 5-3, na UK Championshipu 2007 pa je po zaostanku s 5-7 zmagal z 9-7 in tako domov poslal valižanskega asa Matthewa Stevensa. Z zmago nad Stevensom se je tudi prvič uvrstil na glavni del turnirja UK Championship, ki sicer vsako leto poteka v njemu domačem Telfordu. Na turnirju Northern Ireland Trophy 2007 je klonil proti Petru Ebdonu s 5-2, na domačem prizorišču pa je bil neuspešen že v prvem krogu, ko ga je odpravil Kitajec Ding Junhui z 9-3. Konstantne predstave so mu ob koncu sezone omogočile, da je skočil na 36. mesto svetovne jakostne lestvice, kar je bila njegova najboljša uvrstitev v karieri. Skok na 36. mesto je bil tudi njegov peti zaporedni skok po lestvici navzgor, odkar je v sezoni 2003/04 na lestvici držal 73. mesto. V sezoni 2009/10 je sicer šest mest nižje kot sezono predtem, na lestvici namreč zaseda 42. mesto.